# Wahlen 1860
◄◄ | ◄ | 1856 | 1857 | 1858 | 1859 | Wahlen 1860 | 1861 | 1862 | 1863 | 1864 | ► | ►►

Weitere Ereignisse
Die Liste der Wahlen 1860 umfasst Parlamentswahlen, Präsidentschaftswahlen, Referenden und sonstige Abstimmungen auf nationaler und subnationaler Ebene, die im Jahr 1859 weltweit abgehalten wurden.
Das damalige Wahlrecht entsprach typischerweise nicht den Wahlrechtsgrundsätzen der direkten, geheimen und gleichen Wahl. Zeittypisch waren oft nur kleine Teile der Bevölkerung wahlberechtigt, ein Frauenwahlrecht war nicht gegeben.

## Termine
| Land               | Datum            | Link zur Wahl 1860                                  | Link zur letzten Wahl | Bemerkung |
| ------------------ | ---------------- | --------------------------------------------------- | --------------------- | --------- |
| Vereinigte Staaten | ab dem 6. August | Wahl zum Repräsentantenhaus der Vereinigten Staaten | 1858                  |           |
| Vereinigte Staaten | ab dem 6. August | Präsidentschaftswahl in den Vereinigten Staaten     | 1856                  |           |
| Vereinigte Staaten | ab dem 6. August | Wahl zum Senat der Vereinigten Staaten              | 1858/59               |           |
| Schweiz            | 28. Okt          | Schweizer Parlamentswahl                            | 1857                  |           |